# Argoclima
Argoclima, più nota con il marchio Argo, è un'azienda italiana produttrice di apparecchi per il riscaldamento e la climatizzazione.

## Storia
Il sig. Luigi Filiberti, un operaio fonditore, acquistò una piccola fonderia di ghisa di Cavaria con Premezzo (VA) dando vita nel 1929 alla società in nome collettivo Fonderie Luigi Filiberti.
Verso la fine degli anni trenta fu trasformata in società per azioni e cambiò ragione sociale in Fonderie Filiberti S.p.A.. Al termine della seconda guerra mondiale, la ditta mutò produzione e si specializzò nel settore del riscaldamento con i bruciatori, le stufe e gli scaldacqua a gas, che vennero commercializzati dal 1947 con il marchio Argo.
Successivamente alla morte del capostipite Luigi, la Filiberti, grazie ai figli Luciano e Giancarlo (Lucio), ed al successo commerciale conseguito con i suoi prodotti, iniziò ad espandersi e creò altri due stabilimenti in due comuni limitrofi, Oggiona con Santo Stefano e Gallarate, arrivando a contare 800 addetti. In particolare a Gallarate, nel 1952, sorse un grande capannone su un'area di 40.000 m², mentre la sede legale della società fu trasferita a Milano.
Nel 1968, l'azienda lombarda, fu tra le prime in Italia ad avviare la produzione di condizionatori d'aria. Negli anni seguenti, Argo si impose sul mercato come leader nazionale nel settore, e si affermò anche sui mercati esteri.
Agli inizi degli anni ottanta, le Fonderie Filiberti furono colpite da una grave crisi societaria e di liquidità, e nel 1984 passarono in amministrazione controllata sotto la proprietà della Banca Popolare di Milano. Sotto la gestione dell'istituto di credito milanese, venne avviato un piano di ristrutturazione aziendale che comportò la chiusura degli stabilimenti di Cavaria e Oggiona.
Nel 1988 la Filiberti e con essa il marchio Argo, vennero rilevati dalla El.Fi. di Verolanuova (BS), holding controllante di un gruppo industriale attivo nel settore degli elettrodomestici con i marchi OCEAN e San Giorgio, di proprietà dei fratelli Luigi e Gianfranco Nocivelli.
Nel 1991 la El.Fi. assieme alla giapponese Sanyo, crearono una joint-venture denominata Sanyo Argoclima S.r.l., rispettivamente con il 51% e 39% del capitale sociale, ed il restante 10% fu di proprietà della Sumitomo Corporation. Lo stabilimento di Gallarate a seguito di questo accordo, divenne una delle principali fabbriche europee per la progettazione e produzione di climatizzatori.
Nel 2000 l'azienda cambia denominazione in Argoclima S.p.A., e rileva la francese Technibel. L'anno seguente la sua proprietà passa dalla El.Fi. alla Aer.Fi., holding anch'essa di proprietà della famiglia Nocivelli.

## Generalità e dati
La Argoclima progetta e produce con i marchi Argo e Technibel, apparecchi per la climatizzazione (climatizzatori, deumidificatori, umidificatori, purificatori d'aria), per il riscaldamento (caldaie, pompe di calore e stufe) e altri tipi di elettrodomestici, negli stabilimenti di Gallarate (dove ha sede) e Reyrieux (Francia).
Nel 2009 ha realizzato ricavi per oltre 100 milioni di euro, e commercializza i suoi prodotti in Italia, Unione europea, Europa Orientale e America Meridionale.
Il capitale della società è controllato dalla holding di famiglia Aer.Fi. (9,13%) e dall'amministratore delegato Paolo Nocivelli (90,87%), figlio di Gianfranco.